# RWD-17
Le RWD-17 était un avion d'entraînement et de voltige aérienne polonais monoplan à aile parasol, conçu en 1936 par l'équipe RWD.

## Conception et développement
Le RWD-17 fut conçu en réponse à une commande de l'organisation paramilitaire de défense territoriale LOPP (en), qui désirait posséder un appareil à mi-chemin entre l'avion d'entraînement basique RWD-8 et un appareil monoplace demandant des compétences en pilotage plus élevées, comme le RWD-10. Il fut également adapté pour la voltige aérienne.
La construction du nouvel avion était très similaire à celle du RWD-8, mais quasiment toutes ses pièces furent redessinées. La différence visuelle la plus remarquable venait des supports doubles soutenant l'aile, à la place des supports en V précédents, et d'une aile en deux parties sans section centrale, alors que l'aile précédente disposait d'une section centrale et était donc en trois parties. Les travaux commencèrent en 1936, menés par le concepteur Bronisław Żurakowski (en), de l'équipe RWD, dans les ateliers de Doświadczalne Warsztaty Lotnicze (en) (DWL) à Varsovie. Le premier prototype, portant le numéro d'immatriculation SP-BMX, effectua son premier vol à Varsovie le 14 août 1937. Après les essais menés par le gouvernement en 1937, il fut accepté et sa production en série fut autorisée, sous la désignation RWD-17. En 1938, une courte série de ces avions fut produite, avec un total de 23 numéros de série intégrés aux registres de l'aviation polonaise.
Au début de l'année 1938, une version hydravion à flotteurs RWD-17W (« W » pour « Woda », « Eau » en polonais) fut conçue, avec pour principale différence l'utilisation d'un moteur en étoile Bramo Sh 14a (en) plus puissant, développant une puissance de 160 ch (120 kW). Il possédait des flotteurs qui pouvaient également être remplacés par un train d'atterrissage classique à roues sans nécessiter de modifications. Lorsqu'il était posé sur flotteurs, il était équipé d'une dérive plus grande, qui s'étirait vers le bas. Le prototype de cette version vola pour la première fois avec un train d'atterrissage classique en 15 juin 1938,, puis fut testé avec ses flotteurs (des Edo de conception américaine), du 7 au 12 octobre 1938,. Les résultats furent jugés très satisfaisants et d'autre essais furent menés à Varsovie. Le RWD-17W entra officiellement en service dans la LOPP le 23 décembre 1938. Ensuite, cinq RWD-17W furent commandés pour équiper l'escadron d'aviation navale polonaise (MDLot) situé à Puck, sur la côte sud de la mer Baltique, pour y être utilisés comme appareils d'entraînement. Ils furent produits en 1939.
Au début de l'année 1939, une nouvelle aile pour le RWD-17 fut développée, légèrement plus longue, avec un profil plus fin et des extrémités plus étroites. Elle donnait à l'avion de meilleures caractéristiques pour le vol acrobatique. En raison de problèmes avec son équivalent le PWS-35 Ogar, la force aérienne polonaise se montra intéressée envers ce RWD-17 modifié pour remplacer l'avion d'entraînement intermédiaire PWS-26. Une potentielle commande de 50 à 120 exemplaires de cet avion, avec une désignation devenant certainement RWD-17bis, n'eut pas le temps d'être lancée, en raison de l'éclatement de la Seconde Guerre mondiale, qui commença dès septembre 1939 par l'invasion de la Pologne par les forces du Troisième Reich.

## Caractéristiques
Le RWD-17 était un monoplan monomoteur à aile parasol de style conventionnel. Sa construction était mixte : son fuselage était constitué d'une structure en métal (chrome-molybdène) recouverte de toile, sa section avant recouvrant le moteur et étant recouverte de panneaux en aluminium. Les ailes étaient rectangulaires en bois à deux longerons, recouvertes de toile et de contreplaqué à l'avant. Elles étaient soutenues par une pyramide centrale et deux renforts doubles. L'empennage était recouvert de contreplaqué, pour les plans fixes horizontaux, et de toile pour les parties mobiles (gouvernes de lacet et de profondeur).
Les deux membres d'équipage étaient assis en tandem dans deux cockpits ouverts, disposant de doubles commandes et de pare-brises individuels. Le train d'atterrissage était conventionnel avec une roulette à l'arrière, mais pouvait également être remplacé par des flotteurs sur la version hydravion RWD-17W. Initialement, le RWD-17 était propulsé par un par un moteur à 4 cylindres en ligne inversés refroidis par air PZInż. Major 4 (en) — fabriqué sous licence —, d'une puissance maximale au décollage de 130 ch (97 kW), entraînant une hélice bipale Szomański à pas fixe en bois, mais il pouvait également recevoir un de Havilland Gipsy Major (en), voire dans un futur proche un Cirrus Major (en), développant des puissances comprises entre 120 et 150 ch. La version hydravion RWD-17W était propulsée par un moteur en étoile Bramo Sh 14a (en) de 160 ch (120 kW). La capacité en carburant était de 111 litres.

## Histoire opérationnelle
Les RWD-17 furent utilisés par l'Aéroclub de Pologne (en) et une école d'aviation située à Świdnik, dans l'est de la Pologne, avant le début de la Seconde Guerre mondiale. Au cours de l'invasion de la Pologne de septembre 1939, huit de ces avions, parmi lesquels le prototype, furent évacués vers la Roumanie. Il a été rapporté que deux appareils supplémentaires auraient été évacués vers la Lettonie. Un exemplaire, utilisé par la 56e escadrille d'observation polonaise, s'écrasa le 12 septembre 1939.
Outre le RWD-17W prototype, portant l'immatriculation civile SP-BPB, cinq autres hydravions RWD-17W furent produits. Deux furent commandés par la marine polonaise juste avant le début de la Seconde Guerre mondiale, mais ils n'eurent pas le temps d'être utilisés par l'escadron d'aviation navale polonaise. Le prototype fut caché sous un camouflage dans une forêt de la péninsule de Hel pendant son siège. Le 30 septembre, il tenta de s'échapper vers la Suède, mais s'écrasa dans la mer près de la péninsule à cause d'un problème moteur (son équipage fut secouru). Ce vol fut le dernier d'un avion polonais pendant la campagne de Pologne de septembre. Trois autres RWD-17W, dotés d'un train d'atterrissage et stockés dans une usine à Varsovie, furent évacués vers la Roumanie (numéros 311, 312 et 314), alors que les appareils restants (numéros 313 et 315) furent utilisés comme avions de liaison près de Varsovie puis détruits.
En Roumanie, les RWD-17 furent utilisés jusqu'à la fin des années 1940. Aucun ne fut renvoyé vers la Pologne après la guerre, et aucun appareil n'a survécu jusqu'à nos jours.

## Utilisateurs
- Pologne :
  - Aéroclub de Pologne (en) ;
  - Marine polonaise.
- Roumanie :
  - Force aérienne royale roumaine.

## Spécifications techniques

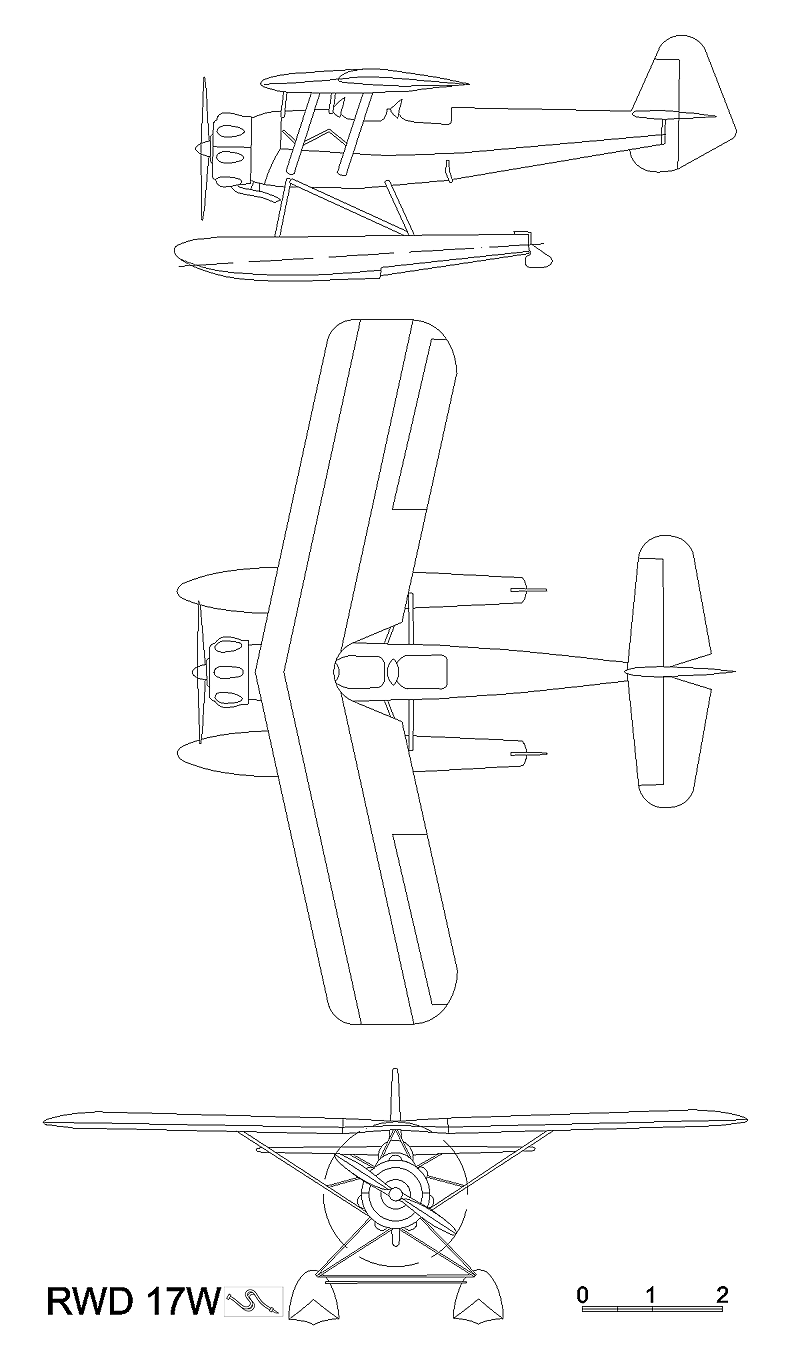
RWD-17W.

Données de Polskie konstrukcje lotnicze 1893-1939, Polish Aircraft 1893–1939
Caractéristiques générales
- Équipage : 2 membres : 1 pilote-instructeur + 1 élève
- Charge utile : 240–290 kg
- Longueur : 7,7 m
- Envergure : 10 m
- Hauteur : 2,45 m
- Surface alaire : 18,7 m2
- Masse à vide : 520 kg
- Masse typique : 760 kg
- Masse maximale au décollage : 810 kg
- Moteur : 1   Moteur à pistons à 4 cylindres en ligne inversés refroidis par air PZInż. Major 4 (en) de 130 ch (97 kW)
- Carburant : 111 litres

 Performances 
- Vitesse maximale : 195 km/h
- Vitesse de croisière : 165 km/h
- Vitesse de décrochage : <80 km/h
- Distance franchissable : 680 km
- Plafond : 5 000 m
- Vitesse ascensionnelle : 270 m/min
- Charge alaire : 40,5 kg/m2
- Rapport poids-puissance : 4 kg/ch